# Eendracht (Warffum)
De Eendracht is een voormalig waterschap in de provincie Groningen.
Het schap lag in de hoek tussen het Warffumer- en het Rasquerdermaar, ten noordoosten van de Haantil, het punt waar de weg van Onderdendam naar Warffum over het Warffumermaar gaat. De polder was 2 km lang (noord-zuid) en 600 m breed (oost-west) en grensde aan het noorden en westen aan het waterschap Het Noorden.
De naam van de polder lijkt wat ironisch te zijn gekozen, want de provincie besluit om op 17 juli 1899 1,4 ha van de polder toe te voegen aan Het Noorden, omdat de vier ingelanden slecht samenwerkten en de molen aan het Warffumermaar verwaarloosden. In 1899 wordt deze dan ook afgebroken, waarna de polder hetzelfde peil krijgt als het overkoepelende waterschap Hunsingo. De facto bestaat het waterschap vanaf dan niet meer.
Waterstaatkundig gezien ligt het gebied sinds 1995 binnen dat van het waterschap Noorderzijlvest.